# Pejman Poshtam
Pejman Sultanmurad Poshtam (in persiano پژمان پشتام‎; Baqershahr, 11 gennaio 1994) è un lottatore iraniano, specializzato nella lotta greco-romana.

## Biografia

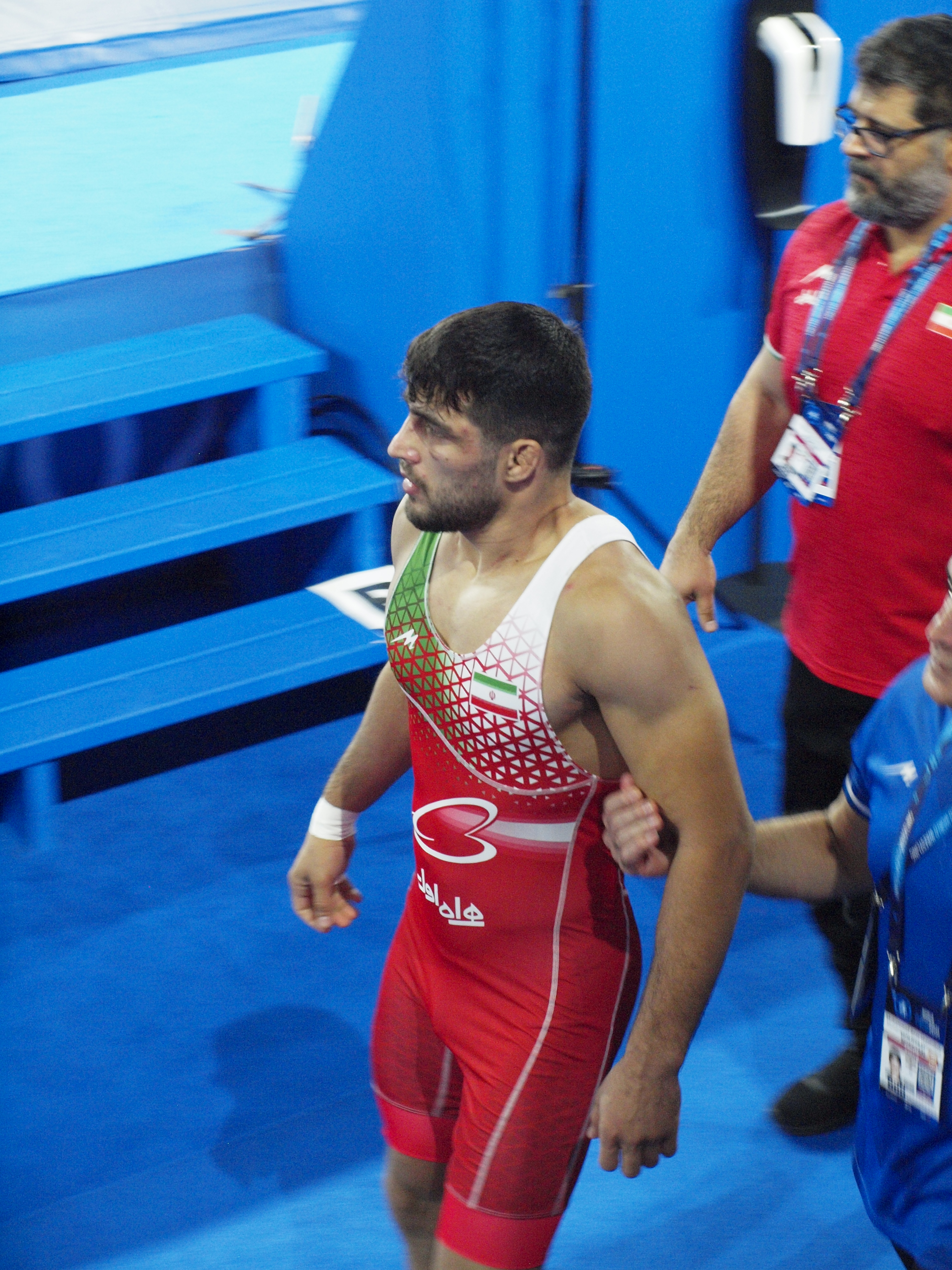
Pejman Poshtam ai mondiali di Oslo 2021.

È stato campione continentale nei 77 kg ai campionati asiatici di Almaty 2021.
Ai mondiali di Oslo 2021 ha vinto la medaglia di bronzo nel torneo degli 82 kg.

## Palmarès
| Anno | Manifestazione                            | Sede        | Evento | Risultato | Note |
| ---- | ----------------------------------------- | ----------- | ------ | --------- | ---- |
| 2016 | Mondiali militari                         | Skopje      | 75 kg  | Argento   |      |
| 2017 | Campionati asiatici                       | Nuova Delhi | 75 kg  | 7º        |      |
| 2017 | Giochi asiatici indoor e di arti marziali | Aşgabat     | 75 kg  | Oro       |      |
| 2018 | Mondiali                                  | Budapest    | 77 kg  | 23º       |      |
| 2019 | Giochi mondiali militari                  | Wuhan       | 77 kg  | Oro       |      |
| 2020 | Campionati asiatici                       | Nuova Delhi | 77 kg  | Argento   |      |
| 2021 | Campionati asiatici                       | Almaty      | 77 kg  | Oro       |      |
| 2021 | Mondiali                                  | Oslo        | 82 kg  | Bronzo    |      |